# Distrito de Nabarangapur
Nabarangapur es un distrito de la India en el estado de Orissa. Código ISO: IN.OR.NB.
Comprende una superficie de 5135 km².
El centro administrativo es la ciudad de Nabarangapur.

## Demografía
Según censo 2011 contaba con una población total de 1218762 habitantes, de los cuales 614 716 eran mujeres y 604 046 varones.